# 鈴木英哉
鈴木 英哉（すずき ひでや、1969年11月14日 - ）は、日本のドラマー。ロックバンドMr.Childrenでドラムスを担当。愛称は、JEN（ジェン）。東京都杉並区出身。エンジン所属。

## 経歴
初めてバンドを組んだのは中学3年生の後半。同じ中学仲間と3人編成のバンド「フェアリーランド」を結成した。高校に入ってからはその実力を買われ、掛け持ちで複数のバンドのドラムを担当した。因みに、中川敬輔と田原健一とは同じ中学に通っていた。
1997年4月からのMr.Childrenの活動休止中にベース担当の中川、the pillowsの山中さわお、MY LITTLE LOVERの藤井謙二と共に期間限定で「林英男（はやし ひでお）」というバンドを結成。バンド名は、メンバーがよく行く飲み屋の主人の名前に由来する。1998年2月には渋谷CLUB QUATTROなど4箇所でライブを行い、来場者に3曲入りのオリジナルテープを配布。
2000年1月31日、『笑っていいとも!』のコーナー「テレフォンショッキング」にソロで出演。紹介はL'Arc〜en〜Cielのken。
2001年3月16日・23日、桜井和寿と共に『桑田佳祐の音楽寅さん』に出演。
2002年7月に桜井が小脳梗塞で倒れ、同年12月21日に一夜限りのライブを成功させてから、またMr.Childrenはしばらく活動を休止するが、その原因は鈴木が「休みたい」と言っていたからだとテレビなどでは語っている。しかし、実際はバンドの活動を止めてしまったことに対する責任を感じていた桜井が無理をしてしまわないように、鈴木が桜井の体調を気遣って休みをとった、ということが雑誌のインタビューで語られている。
2007年5月5日、「Mr.Children HOME TOUR 2007」の福岡公演終了後の食事の席で誤って換気扇に左手を挟み、人差し指を4針を縫う怪我をし、5月12日、13日の札幌公演を延期する事態になった。
2011年3月11日に発生した東日本大震災の次の日、Mr.Childrenは大阪城ホールでの公演があったが延期となった。同月14日、メンバーとスタッフのミーティング時に鈴木は「曲を作り、配信してその売り上げを義援金にあてたらどうだろう」と提案し「かぞえうた」を制作するきっかけとなった。
2014年6月13日、ウカスカジーのサポートドラムとして『ミュージックステーション』に出演。
2014年11月21日 - 24日、ガンダムのプラモデル『ガンプラ』のイベント「ガンプラEXPOワールドツアージャパン2014」にて、鈴木がデザインしたガンプラが展示された。
2018年、亀田誠治プロデュースによるバンド・the ウラシマ'Sにドラマーとして参加した。
2023年、稲葉浩志のソロツアー「Koshi Inaba LIVE 2023 〜en-eX〜」「Koshi Inaba LIVE 2023 〜en3.5〜」にドラマーとして参加。

## 人物
愛称の「JEN（ジェン）」の由来は、鈴木が中学生だった頃、スズキの「GEMMA（ジェンマ）」というスクーターが流行っており、「鈴木」つながりでジェンマと呼ばれていた。しかしもう一人鈴木という名字のクラスメートがおり、彼がジェンマと呼ばれるようになったため、「お前は間が抜けてるから」と「ジェンマ」から「マ」を取って「ジェン」と呼ばれるようになった。身長175 cm、体重64 kg。
Mr.Childrenのムードメーカーで、話し好きなため、テレビ番組では桜井よりも喋ることがある。
使用ドラムは、以前はTAMAだったが、現在はLudwigである。また、シンバルは以前はZildjianだったが現在はPaiste。
ライブでのドラムプレイの際、「Mr.Children Tour 2004 シフクノオト」までは上半身裸で演奏していた。これについて本人は「プレイするときというか、精神的に邪魔なんですねぇ」と語っている。また、口を大きく開けながら恍惚とした表情で演奏する事も多く、桜井からはライブのMCで「顔で歌うドラマー」と評されている。
事務所分社以降、4人でミーティングを行う際は鈴木の自宅が使用される場合が多い。これはアマチュア時代からの慣習である。
浅香唯のファンで、THE WALLSに加入する前に浅香唯専属ドラマーのオーディションを受けたが、書類選考の段階で落ちてしまった。本人はルックスで落とされたと思っている。
Mr.Childrenに加入直後、ほかのメンバーが優遇していたため、スタジオ練習を遅刻したり、家から水筒を持ってきて節約している桜井から金を借りてコーヒーを買ったりしていた。
1994年発売のアルバム『Atomic Heart』収録の「Asia（エイジア）」、1998年発売のアルバム『DISCOVERY』収録の「#2601」の作曲を手がけている。1992年発売のアルバム『Kind of Love』収録の「思春期の夏 ～君との恋が今も牧場に～」、1993年発売のアルバム『Versus』収録の「逃亡者」ではボーカルも担当。そのため、初期の作品では「担当：Drums & Vocal」と表記されていた。
アルバム『Atomic Heart』収録の「雨のち晴れ」は、「鈴木が会社員だったら」がコンセプトで書かれた曲であり、当初は鈴木がボーカルを担当する予定であったが、制作中に桜井が気に入り、自らがボーカルを務めることとなった。結局、前述の2作以降はボーカルを担当することが無くなり、作品における表記も「担当：Drums」となった。
2002年発売のアルバム『IT'S A WONDERFUL WORLD』と2006年発売のシングル「しるし」のカップリング曲「ひびき」の名付け親である。

## 参加作品
Mr.Childrenの作品は該当ページ参照。

### 楽曲
| 発売日         | 曲名                                   | アーティスト名                         | 収録                                                 |
| -------------- | -------------------------------------- | -------------------------------------- | ---------------------------------------------------- |
| 2004年6月23日  | キミドリ色の世界                       | スキマスイッチ                         | アルバム『夏雲ノイズ』                               |
| 2005年10月26日 | Smile.                                 | 湧口愛美                               | シングル『Smile.』                                   |
| 2006年7月19日  | 母さん （インストゥルメンタル）        | ミドリカワ書房                         | ミニアルバム『家族ゲーム』                           |
| 2006年11月22日 | スーパースター                         | 寺岡呼人                               | アルバム『LIVES』                                    |
| 2006年11月22日 | アイデア                               | 寺岡呼人                               | アルバム『LIVES』                                    |
| 2006年11月22日 | BOYS & GIRLS                           | 寺岡呼人                               | アルバム『LIVES』                                    |
| 2006年11月22日 | アイランド                             | 寺岡呼人                               | アルバム『LIVES』                                    |
| 2006年11月22日 | born to loose ～生まれながらの負け犬～ | 寺岡呼人                               | アルバム『LIVES』                                    |
| 2006年11月22日 | エンドロール                           | 寺岡呼人                               | アルバム『LIVES』                                    |
| 2007年2月21日  | 母さん                                 | ミドリカワ書房                         | アルバム『みんなのうた2』                            |
| 2009年10月7日  | ゼンマイ                               | ゆず                                   | アルバム『FURUSATO』                                 |
| 2009年11月18日 | 月の船                                 | My Little Lover                        | アルバム『そらのしるし』                             |
| 2010年3月24日  | BIRTHDAY                               | Salyu                                  | アルバム『MAIDEN VOYAGE』                            |
| 2010年10月20日 | 病気になる天才                         | 寺岡呼人                               | アルバム『独立猿人』                                 |
| 2010年10月20日 | 脳がない                               | 寺田 feat. JEN                         | コンピレーション・アルバム『Golden Circle』          |
| 2010年10月20日 | フォーエバーヤング                     | 桜井和寿 (Mr.Children)・ゆず・寺岡呼人 | コンピレーション・アルバム『Golden Circle』          |
| 2010年11月3日  | 永遠の謎                               | Chage                                  | アルバム『&C』                                       |
| 2013年3月20日  | でも、手を出すな!                      | UKASUKA-G                              | 配信限定シングル『でも、手を出すな!』                |
| 2014年5月10日  | バトン                                 | 寺岡呼人                               | シングル『バトン』                                   |
| 2014年5月20日  | 勝利の笑みを 君と（配信Ver.）          | ウカスカジー                           | 配信限定シングル『勝利の笑みを 君と（配信Ver.）』    |
| 2014年6月4日   | 大きな大きな木の下で                   | SHOGO                                  | アルバム『大きな愛の木の下で』                       |
| 2014年6月11日  | でも、手を出すな! (2014 Ver.)          | ウカスカジー                           | アルバム『AMIGO』                                    |
| 2014年6月11日  | 勝利の笑みを 君と                      | ウカスカジー                           | アルバム『AMIGO』                                    |
| 2014年9月23日  | 流星                                   | 寺岡呼人                               | アルバム『Baton』                                    |
| 2014年9月23日  | BLOOD, SWEAT & LOVE                    | 寺岡呼人                               | アルバム『Baton』                                    |
| 2016年8月3日   | 蜜蜂                                   | 寺岡呼人                               | アルバム『COLOR』                                    |
| 2016年8月3日   | 檸檬                                   | 寺岡呼人                               | アルバム『COLOR』                                    |
| 2016年8月3日   | ブランコ                               | 寺岡呼人                               | アルバム『COLOR』                                    |
| 2016年8月3日   | バトン feat. 桜井和寿                  | 寺岡呼人                               | アルバム『COLOR』                                    |
| 2018年5月23日  | 正しい街                               | theウラシマ'S                          | 椎名林檎トリビュート・アルバム『アダムとイヴの林檎』 |
| 2024年6月26日  | 我が魂の羅針                           | 稲葉浩志                               | アルバム『只者』                                     |

### 映像作品
| 発売日        | タイトル | アーティスト名 | 規格         | 備考                                                                         |
| ------------- | -------- | -------------- | ------------ | ---------------------------------------------------------------------------- |
| 2024年6月26日 | 只者     | 稲葉浩志       | DVD          | 『Koshi Inaba LIVE 2023 〜en3.5〜』のライブ映像。PREMIUM EDITIONにのみ収録。 |
| 2024年6月26日 | 只者     | 稲葉浩志       | Blu-ray Disc | 『Koshi Inaba LIVE 2023 〜en3.5〜』のライブ映像。PREMIUM EDITIONにのみ収録。 |